# Припутни (Черниговская область)
Припу́тни (укр. Припутні) — село,
Припутновский сельский совет,
Ичнянский район,
Черниговская область,
Украина.
Код КОАТУУ — 7421787601. Население по переписи 2001 года составляло 674 человека .
Является административным центром Припутновского сельского совета, в который, кроме того, входят сёла 
Барбурское,
Вишнёвка и посёлок
Куликовка.

## Географическое положение
Село Припутни находится на правом берегу реки Удай,
выше по течению на расстоянии в 2,5 км расположено село Вишнёвка,
ниже по течению на расстоянии в 3,5 км расположено село Томашовка,
на противоположном берегу — сёла Безбородьков и Селихов.
Около села проходит несколько ирригационных каналов.

## История
- У села Припутни найден клад римских монет (II—III вв.).
- Село Припутни основано в первой половине XVII века.
- в селе в 1787-1796 годах была церковь Рождества Богородицы.[2]
- Есть на карте 1812 года.[3]
- В 1859 году в владельческом и казачьем селе Припутни была церковь и 185 дворов где проживало 1206 человек (578 мужского и 628 женского пола)[4]

## Экономика
- «Довира», сельскохозяйственное ЧП.

## Объекты социальной сферы
- Школа.
- Дом культуры.
- Больница.

## Достопримечательности
- Братская могила советских воинов.